# もえタイ
『もえタイ』（MOE-TAI Burning FATS.）は、杉基イクラによる漫画。『月刊アフタヌーン』（講談社）において、2008年7月号から9月号まで短期連載された。また番外編となる読切作品『もえタイ Burning GIRLS』が同誌2010年3月号に掲載された。全4話（番外編含む）。単行本全1巻。題名は「燃えあがれ体脂肪」という意味である。また「もえ」には「燃え」（熱血ドラマ）と「萌え」（美少女）の意味もある。作者は「少年漫画の王道」を目論んでいたとのこと。

## あらすじ
昔は仲の良かった兄妹・亀山太一・美香。だが美香は成長するに従って「デブ兄」太一がコンプレックスとなって行った。その「ヘタレ」で「メタボ」な太一を痩せさせるため、強制的にボクササイズを習わせる。最初は嫌々ながら始めた太一であったが、プロボクサーの指導の下、次第にボクシングの楽しさに目覚めて行く。

## 登場人物
亀山 太一（かめやま たいち）
本作品の主人公。美香の兄。16歳の高校2年生。「穏やかに生きていたい」という願望を持つ。
太っており、「メタボリック高校生」を恥ずかしいと感じている美香からは「外で話しかけるな」と言われている。ある日我慢ならない美香に「巌根ボクシングジム」に連れて行かれ、ダイエットのために無理矢理「ボクササイズ」を学ばされることになる。ジムでは居合わせた蔵田の指導を受けることとなる。
最初は体力的に辛かったことからやる気が出ず、一回は辞退する。だが普段、周囲から「がんばるな」と言われ続けていたのに対し、蔵田に「がんばれ」と言われたことに心を動かされ、改めて入会した。入会後は蔵田の指導により上達して行き、楽しさに目覚めて行く。
大塚のスパーリングを見ていて、ボクシングのプロコースへの変更を思い立つが、周囲のメンバーからは非難される。それでもあきらめ切れない太一に蔵田は、1週間後に大塚とスパーリングを行い、勝てば転向を認める、負けたら辞める、という条件を出す。
亀山 美香（かめやま みか）
太一の妹。中学2年生。気が強い。太っている兄がいると周囲にばれるのが嫌で、遠くの私立中学校に通う。痩せる気配が見えない太一をジムに連れて行き、無理矢理ボクササイズを学ばせる。「見張り」のために自身もジムにいることが多い。
大塚とのスパーリングでは内心心配して涙を見せるも、あくまで表には出さずに悪態をついた。後に太一のことを「何やらせてもダメ」だが「ボクシングは続けている」と認める。
番外編「Burning GIRLS」では主人公となっている。太一が太っていることを馬鹿にした千春に対抗意識を持ち、「勝負」を挑み、西山の指導の下で共に練習を行う。そして市村の提案で千春とスパーリングを行うこととなる。
蔵田 昇栄（くらた しょうえい）
巌根ボクシングジム所属のプロボクサー。S・ライト級。足の故障を抱えているが、復帰に向けて調整中である。
太一に「ボクササイズは健康美」と言って指導する。最初はやる気にならない太一に愛想を尽かしそうになるが、再訪した太一を認め鍛え上げる。
太一がプロコースへの変更を思い立った時には一瞬怪訝な表情を見せるが、条件を出しプロコースへの変更を行うことを認める。市村らが半信半疑の中、太一に対しては「ボクシングを教えてきた」と言う。
大塚（おおつか）
名前は不明。ボクシングジムのメンバー。太一と同じ高校2年生。身長が小さく、美香からは後に「ミニマム大塚」と呼ばれる。
太一のことは始めから気に入らず、邪魔者扱いをする。太一が本格的にボクシングをやりたいと言った時には「人種が違う」と一蹴した。引き下がらない太一を諦めさせるためにスパーリングの相手になると宣言し、試合を行う。
番外編「Burning GIRLS」では、プロテストを受けて合格する。千春がボクシングを行うことを快く思っていないが、最終的には入会を認めた。
市村（いちむら）
名前は不明。ボクシングジムのメンバー。お調子者でたびたび軽口を叩く。太一のことはからかい気味に見ており、プロコースへ転向したいと言った時には調子に乗りすぎと非難する。だが実際に太一と大塚の試合を見て、後半では「鳥肌立ってきた」と言う。
番外編「Burning GIRLS」では「面白そう」という理由で美香と千春にスパーリングをさせる。
西山（にしやま）
名前は不明。ボクシングジムのメンバー。落ち着いた人物。太一がプロコースへ転向したいと言った時にはやはり、甘く見るなと非難した。太一と大塚の試合ではレフリーを務める。
番外編「Burning GIRLS」では美香と千春の指導を行い、「テンション上がってきた」と感じる。
大塚 千春（おおつか ちはる）
番外編「Burning GIRLS」に登場する。大塚の妹で、美香と同じ中学2年生。兄の通うボクシングジムに入会する。顔や性格は兄と「激似」で、ブラコン気味である。
太一を馬鹿にした発言をしたことから美香の怒りを買い、「勝負」を挑まれ、西山の指導で共に練習する。兄の「悪口」を言った美香に激怒するが、そのやりとりを見ていた市村の提案で美香とスパーリングを行うこととなる。

## 書誌情報
- 杉基イクラ 『もえタイ』 講談社〈アフタヌーンKC〉（2010年2月23日初版発行、ISBN 978-4-06-310635-0）[1]